# Snowy Mountains Scheme

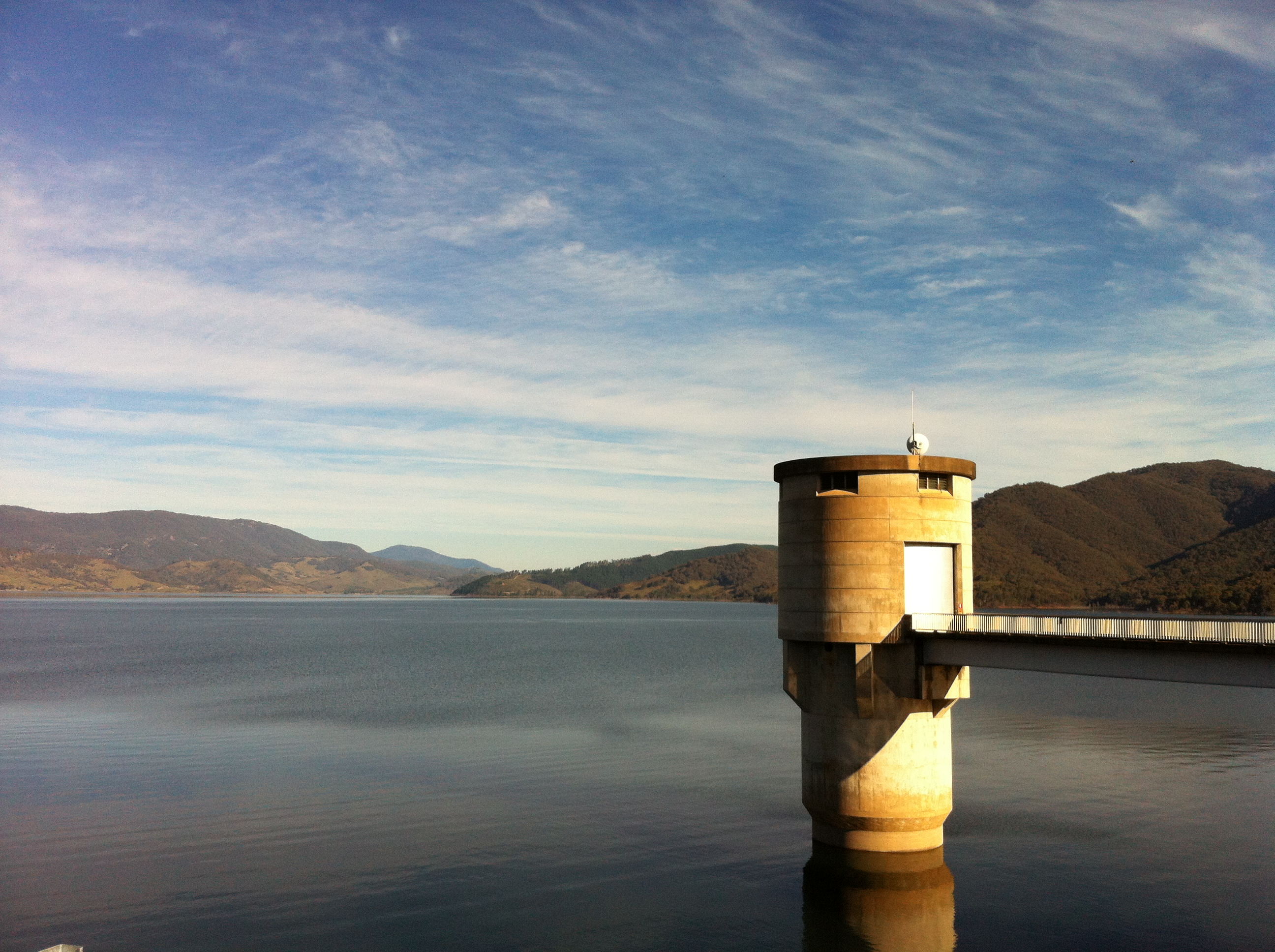
Barrage Blowering.

Le plan d'aménagement des Snowy Mountains (en anglais Snowy Mountains Scheme ou Snowy Mountains Hydro-Electric Scheme) a été réalisé entre 1949 et 1974 en Australie, en Nouvelle-Galles du Sud. Il a consisté à concevoir et à construire 16 barrages, 7 centrales électriques et 145 kilomètres de tunnel dans les Snowy Mountains pour produire de l'énergie électrique et irriguer l'intérieur du pays.
L'aménagement du complexe hydroélectrique est ravivé à la fin des années 2010 avec le projet de pompage-turbinage Snowy 2.0, s'appuyant sur les lacs de barrage de l'aménagement historique.

## Snowy Mountains Hydro-Electric Scheme

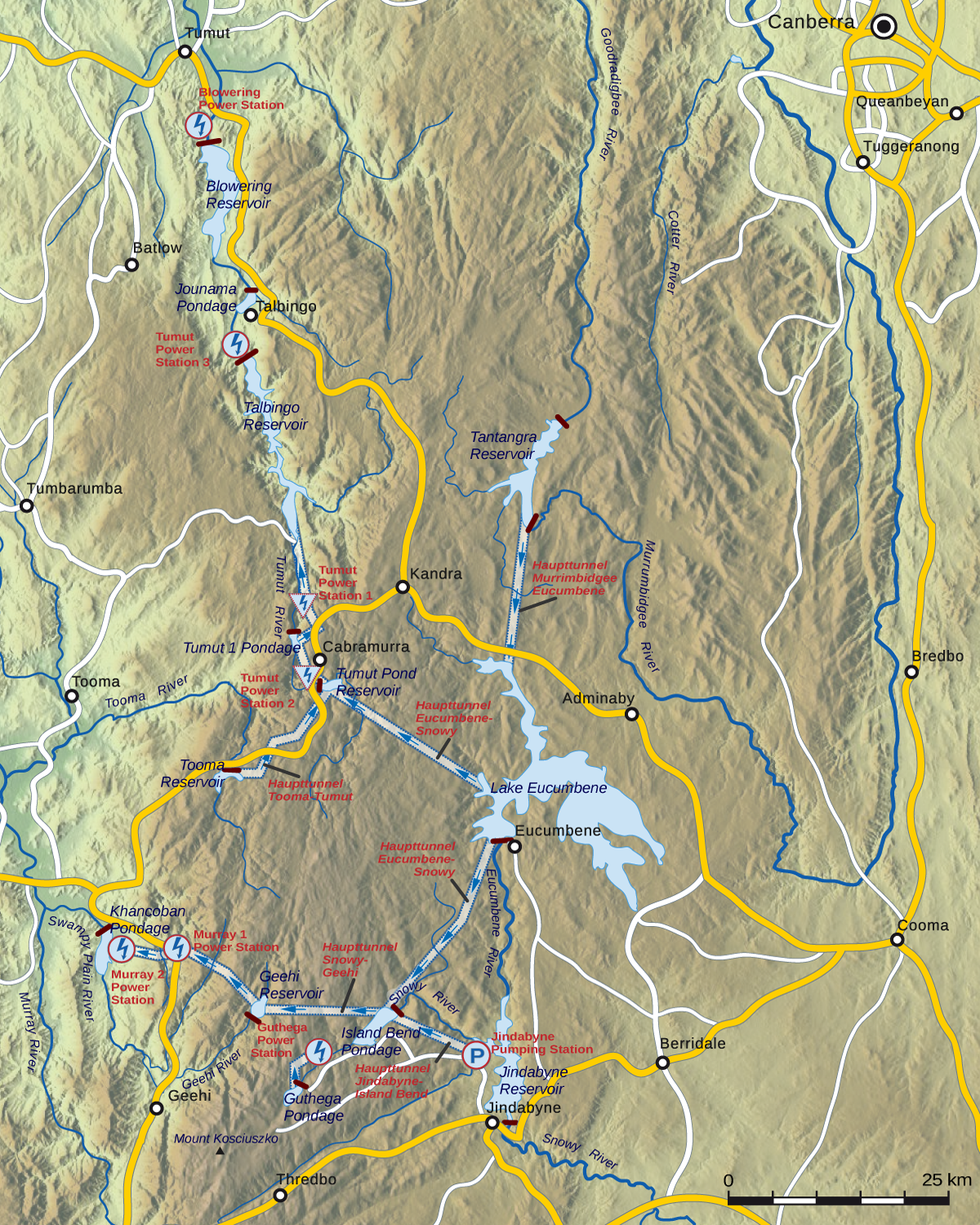
Plan d'aménagement des Snowy Mountains.

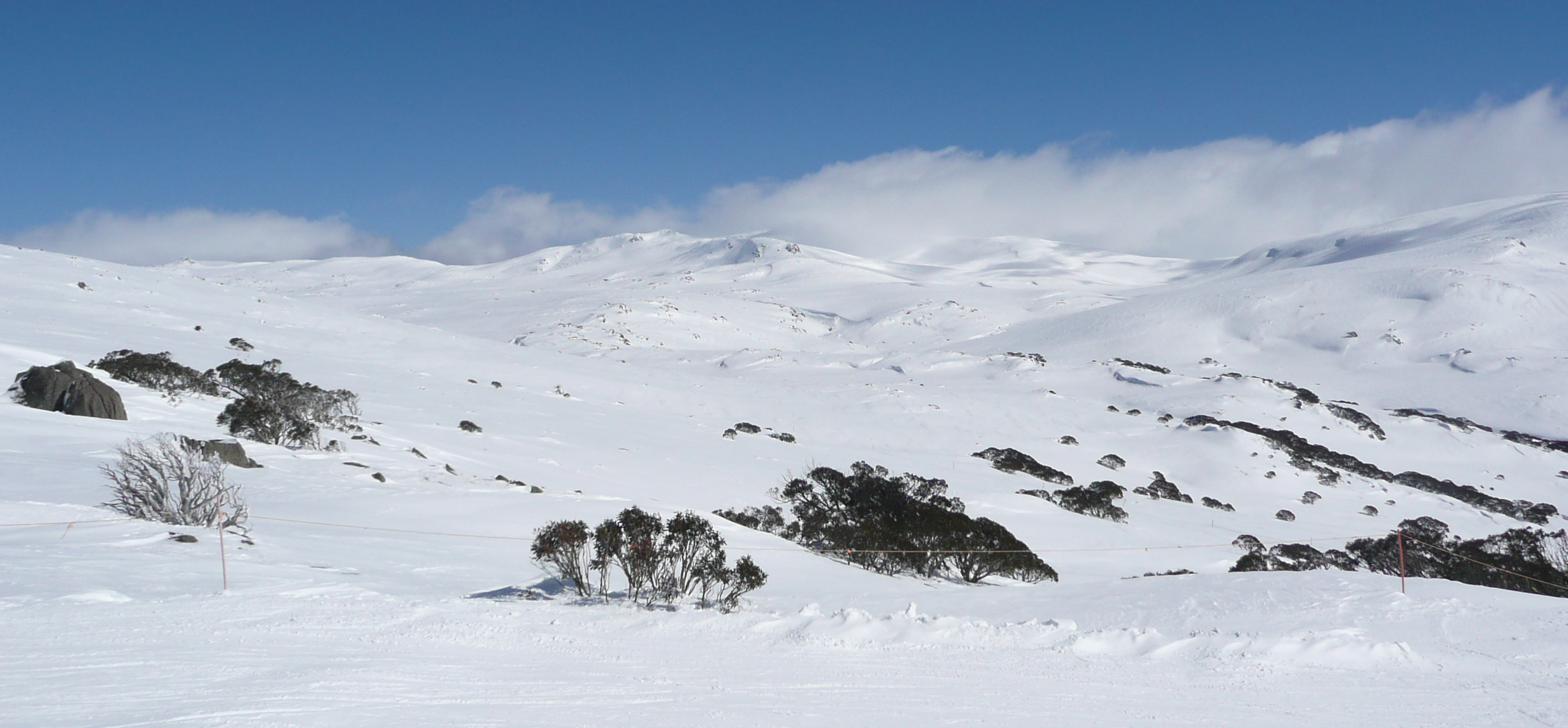
Vers mont Kosciuszko, la source de la Snowy River.

### Aménagement historique
Situé dans la région des Snowy Mountains, la plus haute du continent australien, le  projet a été mené entre 1949 et 1974. Il a impliqué la déviation de plusieurs cours d'eau afin de produire l'électricité nécessaire aux villes du sud-est et de permettre l'irrigation de l'intérieur sec du pays. Seize barrages importants ; sept centrales importantes (deux au fond) ; une station de pompage ; 145 km des tunnels par les montagnes ; et 80 km d'aqueducs ont été construits. Le résultat a été qualifié de « merveille du génie civil du monde moderne ».

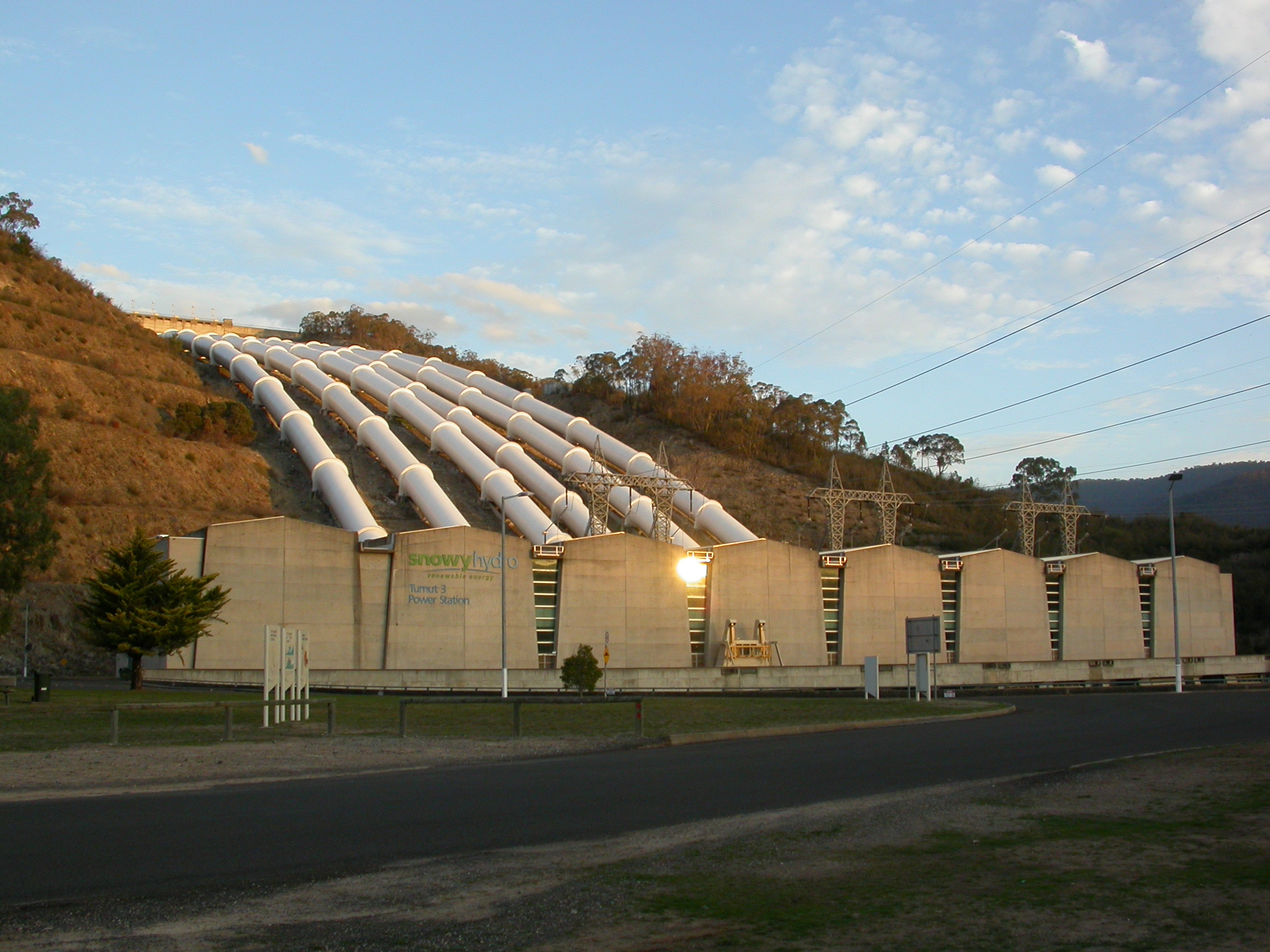
Tumut 3 centrale.

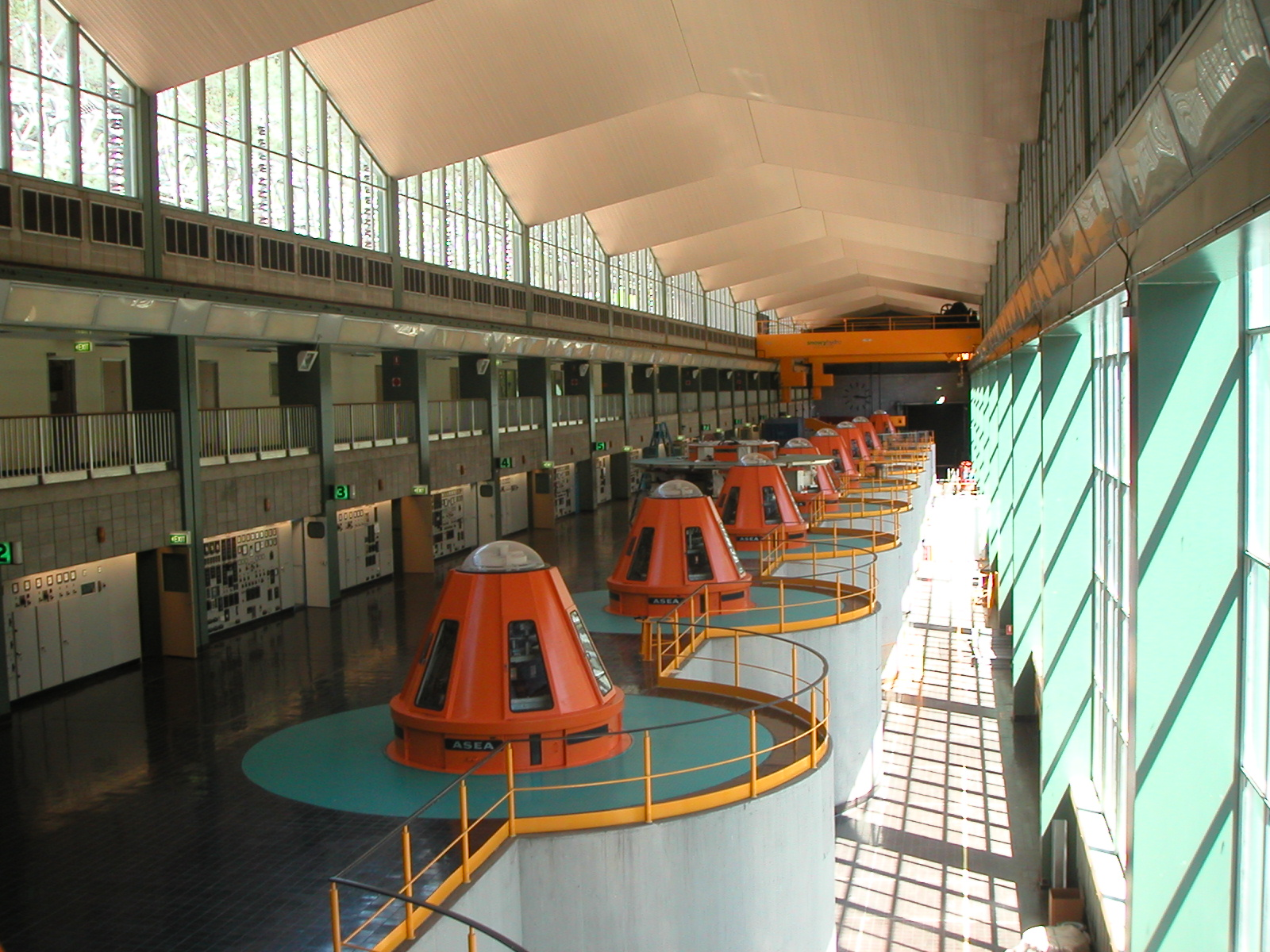
Salle des machines de la centrale hydroélectrique Murray 1.

Sa réalisation a nécessité 100 000 ouvriers de 30 pays. La nature multiculturelle de la main d'œuvre employée a contribué à la diversification de la société australienne, restée très anglo-saxonne jusqu'à la Seconde Guerre mondiale. Elle a également conduit à la construction de nouvelles villes et stations de sports d'hiver dans les Alpes australiennes précédemment isolées.
Les principaux lacs du projet sont les lacs Eucumbene, Jindabyne, Talbingo (en) et Blowering. La plus grande retenue est le lac Eucumbene qui a nécessité la construction d'un barrage en terre de 116 mètres de haut et de 686 mètres d'épaisseur à la base. C'est avec ses 4,3 milliards de m3 d'eau stockés (neuf fois le volume de l'eau de la baie de Sydney) le plus important barrage de la région. Il est relié par des tunnels à l'autre versant de la cordillère australienne et permet de fournir de l'eau à la Snowy River et à la Murrumbidgee, ainsi qu'à la retenue de Tumut et au Barrage de Tantagara (en).
La ville de Cooma est le siège du Snowy Scheme. Les villes d'Adaminaby, Jindabyne et Talbingo ont été déplacées de leurs vallées respectives afin de construire les barrages les plus importants. Les villes nouvelles au bord des lacs sont devenues des destinations populaires pour la pêche à la truite. La ville de Cabramurra, construite pour la réalisation, est devenue la plus haute ville en Australie. Les stations de ski de Thredbo et Guthega ont été créées par d'anciens ouvriers du plan.
Le scheme est géré par Snowy Hydro Limited. La plus grande partie de ses équipements se situe dans le parc national du Kosciuszko, mais la plupart sont souterraines.

### Snowy 2.0
Le plan d'aménagement connait un regain d'intérêt à la fin des années 2010, avec le lancement du projet Snowy 2.0 par Snowy Hydro en 2017. Il s'agit de construire un système de pompage-turbinage d'une capacité de stockage de 350 GWh et d'une puissance de 2 000 MW, en reliant entre eux les lacs de Tantangara (en) et de Talbingo (en) par des conduites souterraines. Le but de cette installation est d'offrir une solution de stockage sous forme mécanique de l'électricité produite par les sources intermittentes, pour la restituer en temps voulu sur le réseau. Elle devrait ainsi permettre d'augmenter fortement la part des énergies solaire et éolienne dans la production électrique nationale. En construction depuis 2019, sa mise en service doit avoir lieu en 2026.

## Barrages, année de mise en service

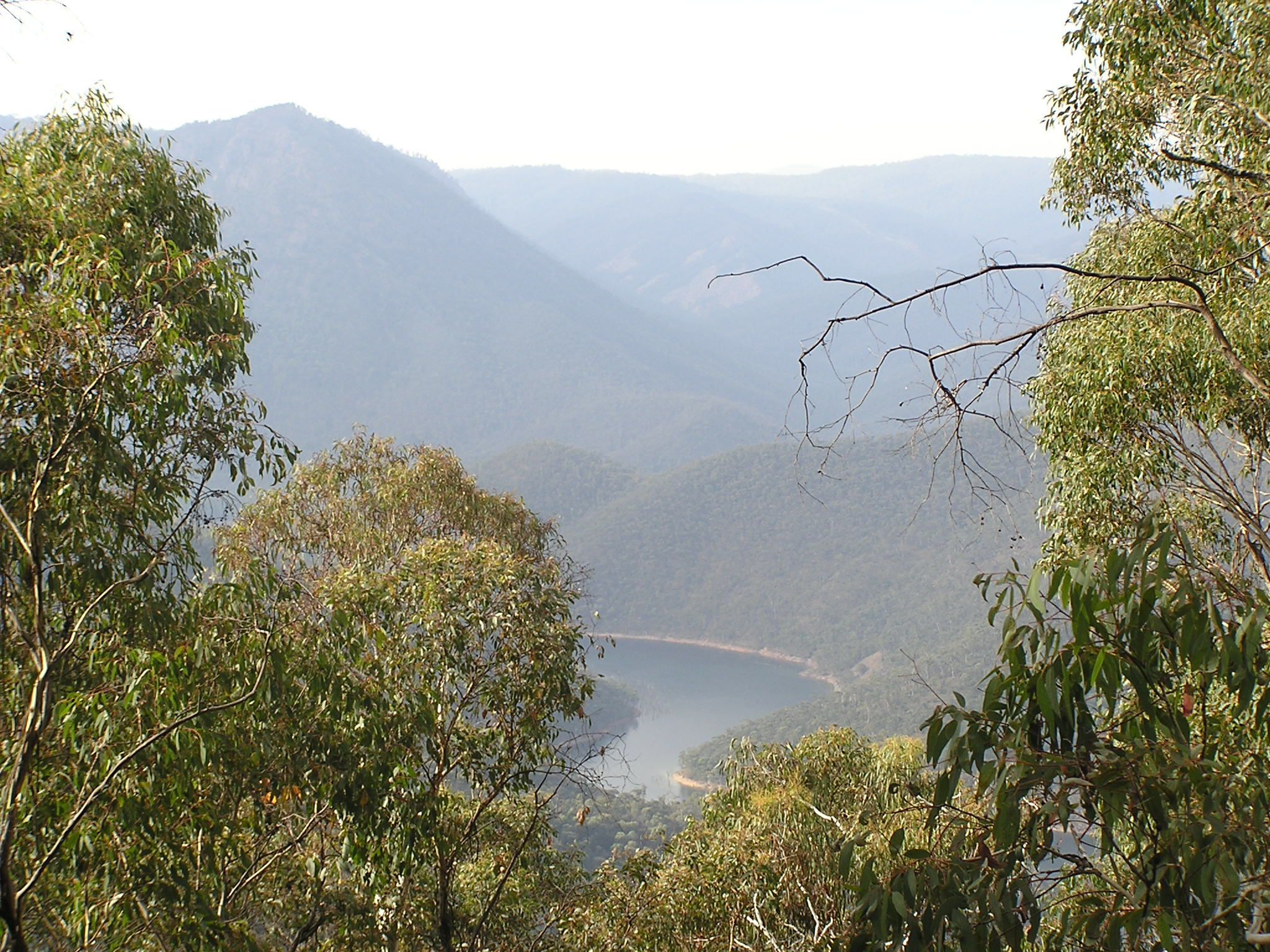
Le barrage de Talbingo.

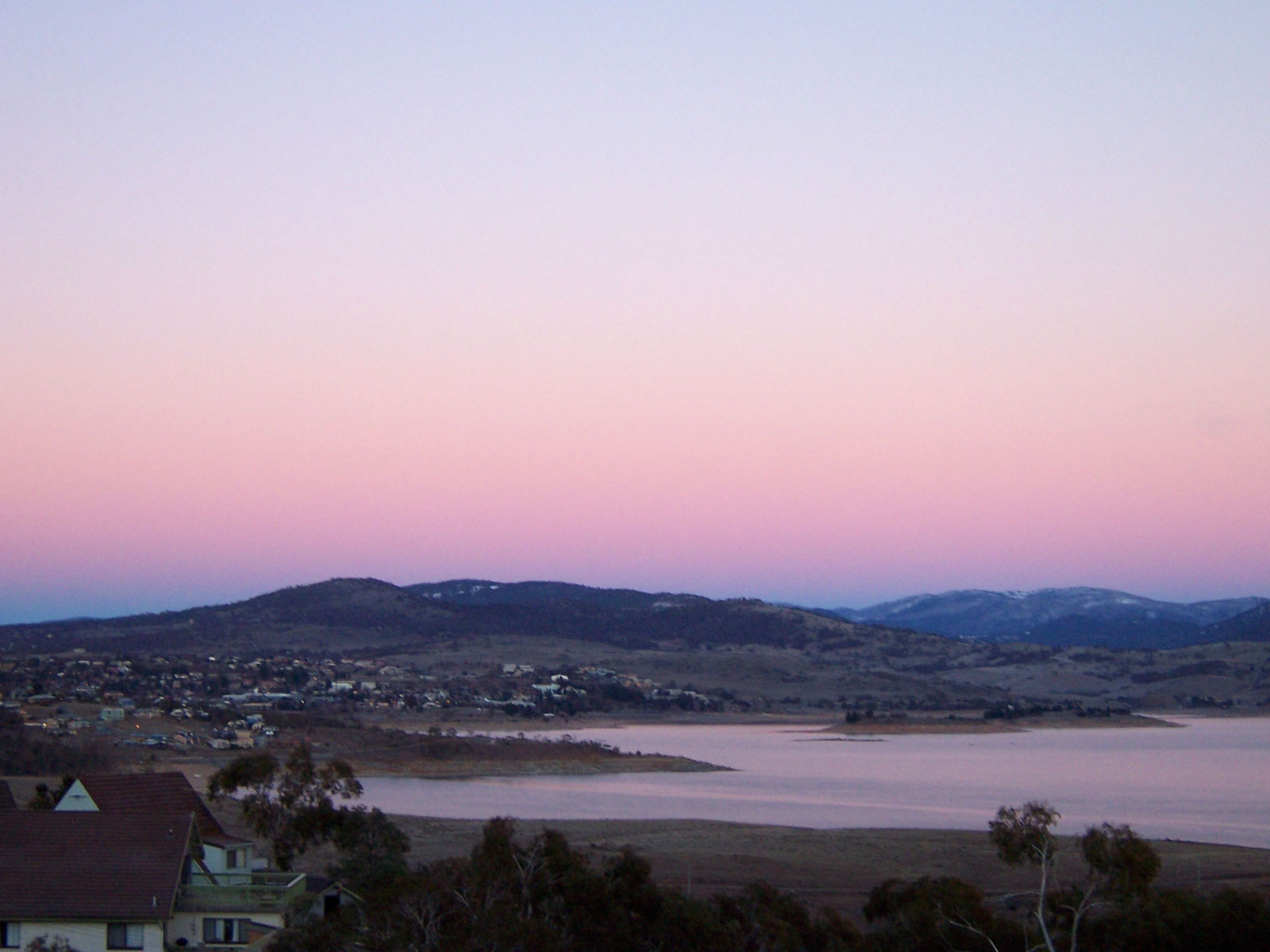
La ville de Jindabyne, a été déplacée en 1967 pendant la construction du Snowy Mountains Scheme. La ville originale a été inondée par le lac Jindabyne.

- Talbingo Reservoir - 1970
- Lac Eucumbene - 1958
- Barrage Blowering - 1968
- Geehi - 1966
- Tumut Pond Reservoir - 1959
- Lac Jindabyne - 1967
- Tooma Reservoir - 1961
- Island Bend - 1965
- Tumut 2 - 1961
- Barrage de Tantagara (en) - 1960
- Jounama - 1968
- Murray 2 - 1968
- Guthega Dam - 1955
- Happy Jacks Pondage - 1959
- Deep Creek - 1961
- Khancoban - 1966[7]

## Centrales électriques; puissance fournie; année de mise en service[8]
- Guthega (60 MW) - 1955
- Tumut 1 (330 MW) - 1958
- Tumut 2 (287 MW) - 1961
- Blowering (80 MW) - 1967
- Murray 1 (en) (950 MW) - 1967
- Murray 2 (en) (550 MW) - 1969
- Tumut 3 (1 800 MW) - 1974, extension en 2012
- Jindabyne (1 MW) - 2009
- Jounama (14 MW) - 2010
- Snowy 2.0 (2 000 MW) - 2026